# 1787
1787 (MDCCLXXXVII) var ett normalår som började en måndag i den gregorianska kalendern och ett normalår som började en fredag i den julianska kalendern.

## Händelser

### April
- April – Majoren och separatisten Jan Anders Jägerhorn uppvaktar den ryske ministern i Stockholm, A.K. Razumovkij. Han framlägger planer på ett självständigt Finland inom det ryska storfurstendömet, men eftersom de är ogenomtänkta läggs de åt sidan.

### Maj
- 22 maj -  Sällskapet för avskaffande av slavhandeln bildas i London.

### Sommaren

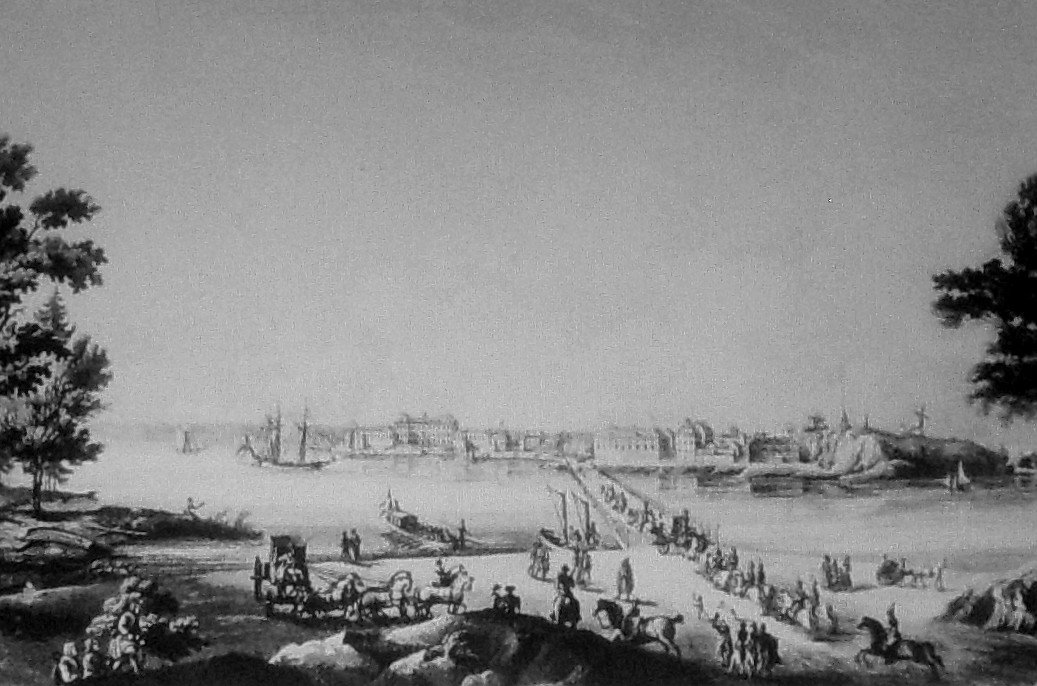
Drottningholmsbron på en akvarellerad gravyr från omkring år 1800 av Johan Fredrik Martin, som visar en kunglig kortege på väg mot Lovön över Drottningholmsbron vid invigningsceremonien den 19 augusti 1787. I bakgrunden syns Drottningholms slott.

- Sommaren – Gustav III besöker Finland. Detta besök och satsningen på försvaret gör att separatisterna kan tänka sig ett självständigt Finland inom det svenska riket.

### Augusti
- 19 augusti – Gustav III inviger den nybyggda kungsvägen till Drottningholms slott den 19 augusti år 1787. I Bromma gick vägen i de nuvarande stadsdelarna Abrahamsberg, Olovslund och Nockeby ungefär där nuvarande Gustav III:s väg går. Den nuvarande Drottningholmsvägen ifrån Kungsholmen till Kärsön anlades på Gustav III:s initiativ. Gustav III önskade bättre förbindelser att färdas från Stockholms slott till Drottningholms slott och på hans initiativ byggdes även tre nya broar, Tranebergsbron, Nockebybron och Drottningholmsbron, som alla invigdes den 19 augusti. Arkitekt för alla tre broarna var Carl Fredrik Adelcrantz, som skulle lösa problemen och år 1780 hade han sitt förslag klart. 1787 öppnades således den nya och viktiga vägen, Drottningholmsvägen, som gick igenom Bromma fram till Drottningholm. Kung Gustav III ville ha en "optisk linje" mot Drottningholm. Men geografin lade hinder i vägen för hans önskedröm som var att det hade varit en helt rak linje mellan slotten. Kungen fick inte ens från Nockeby sin eftertraktade "optiska linje". Den första Nockebybron fick av terrängtekniska skäl vika av något mot söder. Gustavs Drottningholmsväg genom Bromma följde i stort sett den väg som nu heter Gustav III:s väg.

### September

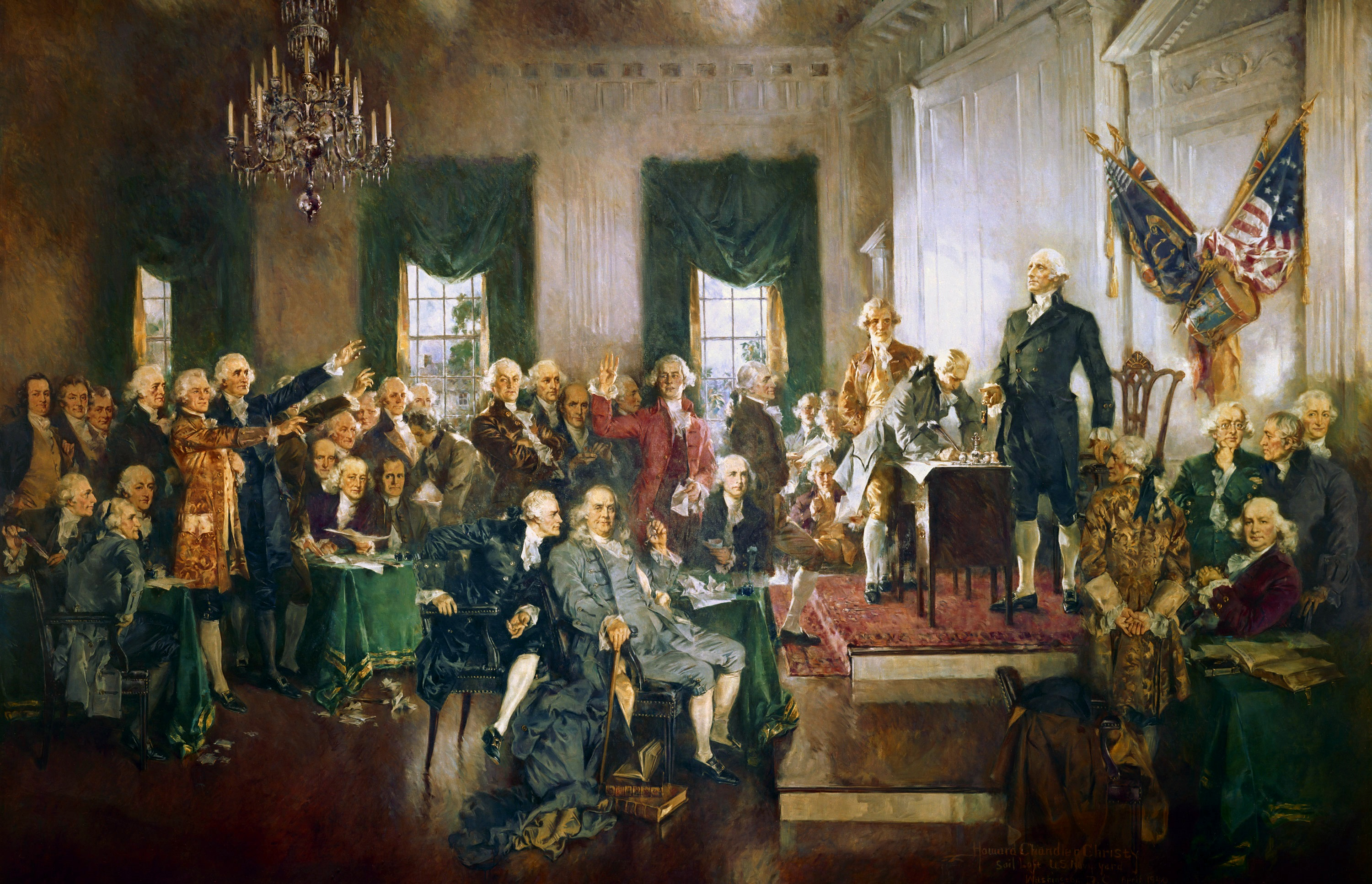
USA:s konstitution.

- 4 september – J. Cl. Todes Døtreskole grundas i Köpenhamn.
- 17 september – USA:s konstitution antas.[1].

### November
- November
  - Gustav III reser till Köpenhamn för att bryta alliansen mellan Danmark och Ryssland samt få Danmark att ingå vänskapsförbund med Sverige. Detta misslyckas.
  - Societetsskolan, den första skolan i Sverige som meddelade en seriös utbildning till flickor, öppnas i Göteborg.

### December
- December
  - Det svenska riksdrotsämbetet återupptas genom att greve Carl Axel Wachtmeister tillträder posten.[2]
  - En kinesisk paviljong uppförs på Hagaparken, ritad av Louis Jean Desprez.
- 7 december – Delaware blir den 1:a delstaten att ingå i den amerikanska unionen.[3]

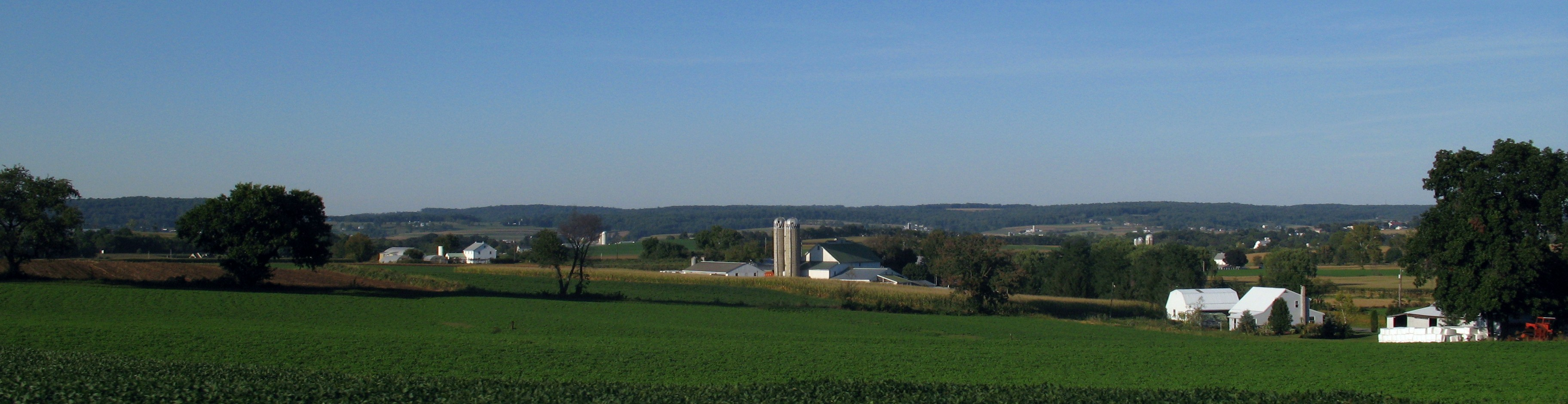
Pennsylvania

- 12 december – Pennsylvania blir den 2:a delstaten att ingå i den amerikanska unionen.[4]

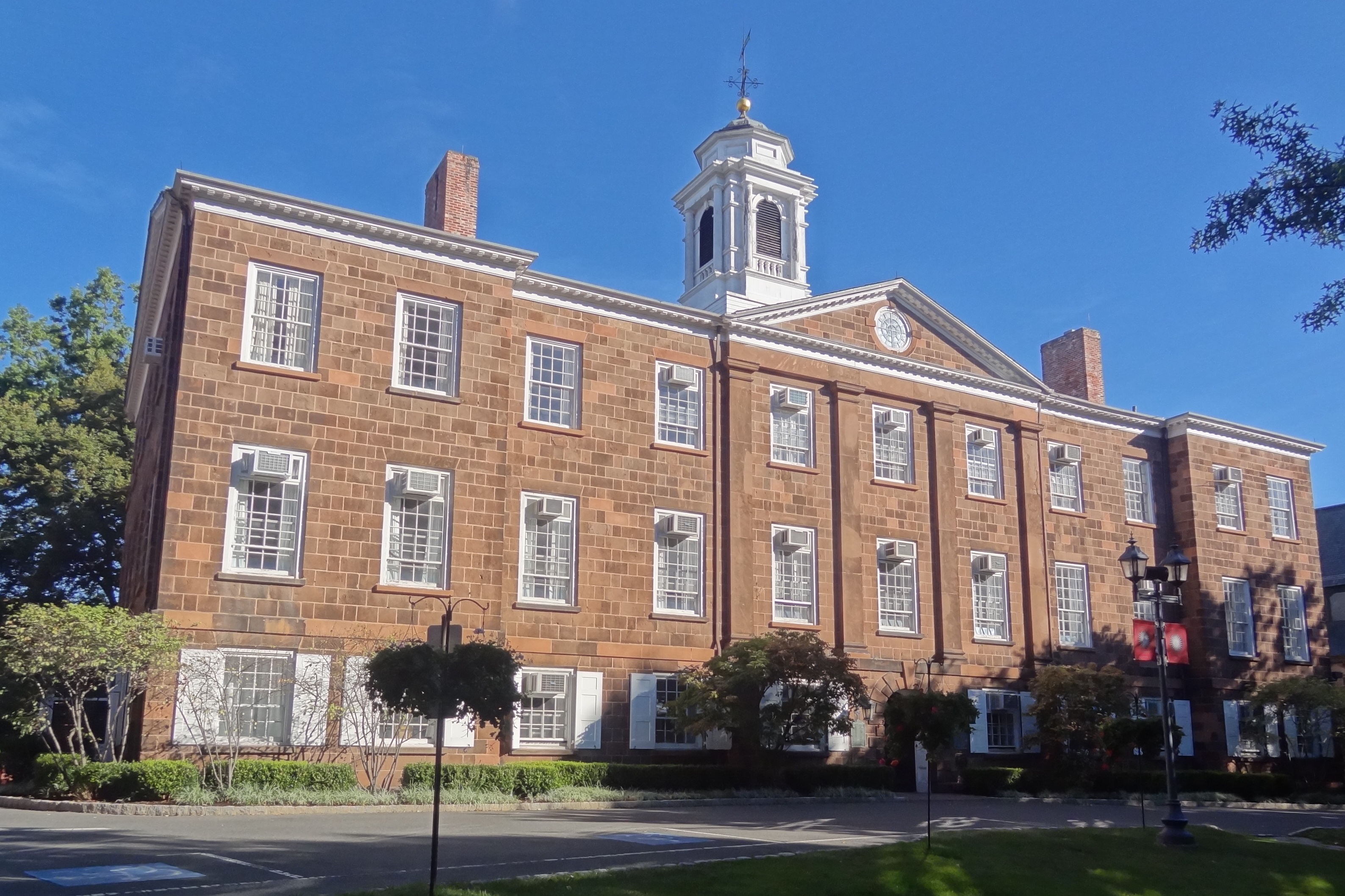
New Jersey

- 18 december – New Jersey blir den 3:e delstaten att ingå i den amerikanska unionen.[5]

## Födda

### Första kvartalet

#### Januari
- 13 januari – John Davis, amerikansk politiker. (död 1854)

#### Februari
- 1 februari – Anna Colas Pépin, senegalesisk signara. (död 1872)
- 23 februari – Emma Willard, amerikansk skolpionjär. (död 1870)

#### Mars
- 6 mars – Joseph von Fraunhofer, tysk instrumentmakare och astronom. (död 1826)
- 8 mars – Sven Nilsson, svensk naturalhistoriker. (död 1883)
- 9 mars – Josephine Kablick, tjeckisk botaniker och paleontolog. (död 1863)

### Andra kvartalet

#### April
- 7 april – Samuel McKean, amerikansk politiker, senator 1833–1839. (död 1841)
- 9 april – Johann Gottlob von Quandt, tysk konsthistoriker. (död 1859)

#### Maj
- 7 maj – Thomas Buck Reed, amerikansk politiker, senator 1826–1827 och 1829. (död 1829)
- 8 maj – Stephen Decatur Miller, amerikansk politiker. (död 1838)
- 21 maj – John Page, amerikansk politiker, guvernör i New Hampshire 1839–1842. (död 1865)

#### Juni
- 11 juni – Manuel Dorrego, argentinsk politiker, landets president 1827–1828. (död 1828)
- 28 juni – Harry Smith, 1:e baronet, brittisk koloniguvernör. (död 1860)

### Tredje kvartalet

#### Juli
- 13 juli – Pellegrino Rossi, italiensk politiker. (död 1848)
- 14 juli – Tomlinson Fort, amerikansk politiker. (död 1859)

#### Augusti
- 4 augusti – Armistead Thomson Mason, amerikansk politiker, senator 1816–1817. (död 1819)

#### September
- 17 september – William H. Roane, amerikansk politiker, senator 1837–1841. (död 1845)

### Fjärde kvartalet

#### Oktober
- 4 oktober – François Guizot, fransk historiker, talare och statsman. (död 1874)
- 16 oktober – Aaron Clark, amerikansk politiker. (död 1861)
- 30 oktober – Louis-Jacques-Maurice de Bonald, fransk kardinal. (död 1870)

#### November
- 5 november – John Richardson, brittisk polarfarare. (död 1865)
- 7 november – Vuk Karadžić, serbisk språkreformator. (död 1864)
- 18 november – Louis Daguerre, fransk uppfinnare och fotograf. (död 1851)
- 27 november – Christian Rummel, tysk musiker. (död 1849)

#### December
- 4 december – Johan Fredrik Berwald, svensk violinist, dirigent och kompositör. (död 1861)
- 10 december – Thomas Hopkins Gallaudet, amerikansk pedagog. (död 1851)
- 30 december – Otto von Kotzebue, balttysk upptäcktsresande. (död 1846)

## Avlidna

### Första kvartalet

#### Januari
- 1 januari – Jakob Lampa, 63, svensk konsthantverkare och guldsmed.
- 5 januari – Carl Eric Wadenstierna, 63, svensk ämbetsman och politiker.

#### Februari
- 4 februari – Pompeo Batoni, 79, italiensk målare.
- 7 februari – Sven Niklas Höök, 55, svensk målare och tecknare.
- 12 februari – Ruđer Josip Bošković, 75, ragusinsk filosof och matematiker.

#### Mars
- 5 mars – Anna Vandenhoeck, 77, tysk tryckare.
- 13 mars – Johan Snoilsky, 79, svensk greve och sjömilitär.
- 30 mars – Anna Amalia, 63, preussisk musiker och prinsessa, regerande abbedissa för det protestantiska klosterstiftet Quedlinburg.

### Andra kvartalet

#### April
- 2 april – Conrad von Blixen, 70, svensk friherre och militär.
- 17 april – Wenceslaus Johann Gustav Karsten, 54, tysk matematiker.
- 23 april – Johann Christian Schubart, 53, tysk agronom.

#### Maj
- 5 maj – Casten Rönnow, 87, svensk läkare och donator.
- 21 maj – Catharina Charlotta Ribbing, 66, svensk friherrinna och filantrop.
- 28 maj – Leopold Mozart, 67, tysk violinist och kompositör.
- 31 maj – Felix av Nicosia, 72, italienskt helgon.

#### Juni
- 10 juni – Maria Antonia Fernandez, 36, spansk flamencosångare och dansare.
- 20 juni – Karl Friedrich Abel, 63, tysk kompositör.
- 24 juni – Magdalena Elisabeth Söderhielm, 68, svensk brukspatron.

### Tredje kvartalet

#### Juli
- 27 juli – Anders de Bruce, 64, svensk militär.

#### Augusti
- 1 augusti – Alfonso dei Liguori, 90, italiensk romersk-katolsk biskop och ordensgrundare, helgon.
- 14 augusti – Edmund Law, 84, engelsk biskop och religionsfilosof.

#### September
- 21 september – Jeanne Olivier, 23, fransk skådespelare.

### Fjärde kvartalet

#### Oktober
- 7 oktober – Henry Melchior Muhlenberg, 76, tysk-amerikansk präst.
- 15 oktober – Erik Fahlström, 61, svensk keramiker.
- 28 oktober – Johann Karl August Musäus, 52, tysk författare.
- 30 oktober – Ferdinando Galiani, 58, italiensk nationalekonom och filosof.

#### November
- 2 november – Fredrik Gyllensvaan, 64, svensk militär och politiker.
- 3 november
  - Anna Sofie Bülow, 42, dansk hovdam.
  - Robert Lowth, 76, brittisk orientalist.
  - Sofia Elisabeth Ridderschantz, 90, svensk godsägare.
- 4 november – Johan Daniel Berlin, 73, norsk kompositör och organist.
- 5 november – Gustaf Ljungberger, 54, svensk medaljgravör.
- 12 november – Maria Pellegrina Amoretti, 31, italiensk jurist, den första kvinnan i Italien som tagit examen i juridik.
- 15 november – Christoph Willibald Gluck, 73, tysk tonsättare.

#### December
- 3 december – Philipp Erasmus Reich, 70, tysk bokhandlare.
- 5 december – Sven Lagerbring, 80, svensk professor och historiker.
- 20 december – Johan Snack, 31, svensk tecknare, målare och kopparstickare.
- 21 december – Bror Cederström, 67, svensk friherre, militär och ämbetsman.
- 23 december – Louise, 50, fransk prinsessa och abbedissa av Saint-Denis.

### Fotnoter
1. ↑  Library of Congress. ”Primary Documents in American History: The United States Constitution”. http://www.loc.gov/rr/program/bib/ourdocs/Constitution.html. Läst 16 december 2007.
2. ↑  ”Projekt Runeberg - Berättelser ur svenska historien”. https://runeberg.org/sverhist/9/0429.html.
3. ↑  ”World Statesmen (läst 3 april 2011)”. http://www.worldstatesmen.org/US_states_A-D.html#Delaware.
4. ↑  ”World Statesmen (läst 3 april 2011)”. http://www.worldstatesmen.org/US_states_O-R.html#Pennsylvania.
5. ↑  ”Jersey World Statesmen (läst 3 april 2011)”. http://www.worldstatesmen.org/US_states_N.html#New.